# NGN
 (енгл. Next generation network) је термин који описује кључне архитектурне промене у еволуцији језгра телекомуникационе мреже и приступних мрежа. Главна замисао иза НГН-а се огледа у идеји да једна мрежа преноси све врсте информација и сервиса (глас, подаци, и све врсте садржаја као што је видео) разлажући их у пакете, налик оном на интернету. НГН је базиран на интернет протоколу, и самим тим термин "all-IP" се такође употребљава за опис трансформације мреже која се дешава у НГН-у.
Главна карактеристика НГН мреже је одвојеност дела задуженог за испоруку сервиса од транспортног дела мреже. Овакав концепт омогућава корисницима да користе услуге било ког и не само једног сервис-провајдера. То значи и да исте услуге могу користити и фиксни и мобилни претплатници (тзв. конвергенција услуга). НГН мрежа је компатибилна са постојећом мрежом и корисници, и једне и друге и преко једне и преко друге, међусобно могу без икаквих проблема да комуницирају.